# باسوترون
مذبذب الموجة البطيئة بمساعدة البلازما، كما يعرف إختصارا بالإنجليزية (Pasotron) هو جهاز طاقة موجه ينتج طاقة ميكروويف عالية الطاقة طويلة النبض. نظرا لأن الجهاز لا يتطلب أي مجالات مغناطيسية منتجة خارجيا لحصر شعاع الإلكترون المستخدم في توليد الموجات الدقيقة، يمكن بناؤه ليكون أصغر وأخف وزنا من مصادر الميكروويف الأخرى عالية الطاقة. في أوائل التسعينات، بدأ اعتبار هذا الجهاز كسلاح طاقة موجه محتمل ينطبق على الدفاع الصاروخي والتشويش اللاسلكي والاستخدامات العسكرية الأخرى.